# Rozka Štefan

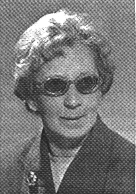
Rozka Štefan

Rozka Štefan (ur. 26 sierpnia 1913 w Lublanie, zm. 18 stycznia 2011) – słoweńska językoznawczyni, pierwsza polonistka na Uniwersytecie Lublańskim i tłumaczka polskiej literatury.

## Życiorys
W 1931 roku ukończyła gimnazjum w Lublanie i postanowiła odbyć studia slawistyczne. Z powodu złej sytuacji rodzinnej (ojciec zginął na froncie w Galicji, gdy Rozka miała zaledwie 12 lat), musiała już w latach szkolnych dorabiać udzielając korepetycji z matematyki i języka francuskiego, aby umożliwić sobie dalszą edukację. Jako absolwentka otrzymała w 1938 stypendium ze Studium Słoweńskiego na Uniwersytecie Jagiellońskim w Polsce. Do 1939 prowadziła w Krakowie lektorat języka słoweńskiego. W 1940 obroniła pracę magisterską na temat Adama Mickiewicza i Matii Čopa, następnie rozpoczęła pracę w prywatnej szkoły handlowej w Murskiej Sobocie. W czasie okupacji powróciła do Lublany, gdzie zawiązała współpracę z Frontem Wyzwolenia Narodowego (OF). W grudniu 1943 została aresztowana i przewieziona do więzienia w Lublanie. Po dwóch miesiącach przewieziono Rozkę do niemieckiego obozu koncentracyjnego dla kobiet Ravensbrück, stamtąd natomiast do jednego z działu w Barth, gdzie spędziła piętnaście miesięcy. Swoje doświadczenia życia obozowego pomogły autorce w tłumaczeniu Medalionów Zofii Nałkowskiej.
Po II wojnie światowej, przez dwa lata pracowała na stanowisku dyrektorki slawistycznej biblioteki w Lublanie. Od 1947 do przejścia na emeryturę w 1977 pracowała początkowo jako lektorka języka polskiego, potem jako wykładowca języka i literatury polskiej na uniwersytecie w Lublanie. W czasie swojej pracy ze studentami przygotowywała wieczory literackie z programem poezji Mickiewicza, które były prezentowane w całości w telewizji.

## Działalność translatorska i językoznawczo-literaturoznawcza
Była autorką wielu publikacji dotyczących polskich autorów od epoki romantyzmu aż do Młodej Polski. W 1960 wydała pierwszą pracę – zarys historii polskiej literatury w języku słoweńskim pt. Poljska književnost. W 1969 napisała pierwszy podręcznik języka polskiego przeznaczony dla Słoweńców. Badała więzi między polską a słoweńską literaturą, m.in. twórczością Prešerna i Čopa. Tłumaczyła m.in. Adama Mickiewicza, Juliusza Słowackiego, Zofię Nałkowską. Za przekłady otrzymała dwie polskie nagrody. Uważa się, że dzieła Rozki Štefan stanowią fundament dla badań językowych i literaturoznawczych.
Dzięki jej działalności powstał pierwszy podręcznik języka polskiego, który zawierał fonetykę, morfologię oraz wyszczególnione części różnic gramatycznych pomiędzy językiem słoweńskim a językiem polskim.
W kręgu lingwistycznym na Wydziale Humanistycznym prowadziła cykl wykładów na temat podobieństwa pod względem fonetycznym i fonologicznym polskich spółgłosek i różnicach między literaturą słoweńską a polską. Rozka Štefan przedstawiła nowych pogląd na teorię przekładu, uważała, bowiem, że ważnym elementem tłumaczenia jest ciągłe poznawanie, uczenie się i używanie języka. Naświetliła ważne więzi między słoweńskim a polskim romantyzmem (Mickiewicz in Čop, NS 1955, Prešeren in Mickiewicz, SR 1963, Juliusz Słowacki, JS 1959), przedstawiła osobistości polskiego modernizmu (Žeromski – Reymont, NS 1955, Stanisław Wyspiański, JS 1957, Poljski lirik Leopold Staff, JS 1967) oraz ukazała współczesny nurt polskiej literatury (O novejši poljski poeziji, NS 1959). Napisała, także hasła o polskich pisarzach dla leksykonu wydanego przez redakcje Cankarjeva zalozba i informowała czytelników słoweńskich o przyjęciu słoweńskich dzieł literackich w Polsce (Slovenske pesmi in novele v poljščini, NS 1961, Cankar pri Poljakih, SR 1969).
Interesowała się także literaturą białoruską. W jednym z artykułów przedstawiła hipotezy rozwojowe białoruskiej literatury. W 1975 na katedrze literatury białoruskiej w Mińsku udzielała wykładów na temat roli Mickiewicza w słoweńskiej poezji.
Najwięcej uwagi Rozka Štefan, jednakże poświęciła na temat procesów historyczno-literackich, które miały miejsce przed romantyzmem i w jego trakcie. Szczegółowo opracowała styki historyczno-literackie między literaturą słoweńską a polską tamtego okresu. Poza badaniami nad wymienionymi epokami, prowadziła także tłumaczenia. Przedstawiła Słoweńcom obok całej twórczości poetyckiej Mickiewicza, także lirykę Słowackiego i Staffa, wybrane utwory Miłosza, Szymborskiej, Gałczyńskiego i ponad 1500 wierszy polskich poetów, którzy pisali poezję w trakcie drugiej wojny światowej (antologija Alarm, Borec 1992). Jej największym tłumaczeniowym osiągnięciem jest przekład epopei narodowej Adama Mickiewicza Pan Tadeusz (1974).
W 1974 Rozka za swoją prace otrzymała od polskiego ministra odznaczenie za zasługi na rzecz polskiej kultury, następnego roku otrzymała nagrodę polskiego Stowarzyszenia Autorów ZAiKS. W 1977 otrzymała Order Zasługi Rzeczypospolitej Polskiej, natomiast w 1979 – dyplom Akademii Adama Mickiewicza w Bolonii i w 1980 ojczyste odznaczenie w postaci czerwonej flagi.	
W 1977 Rozka Štefan przeszła na emeryturę, ale pozostała wierna grupie naukowo-badawczej, zajmującej się powiązaniami między słoweńską a polską literaturą, która była wówczas włączona w program Naukowego Instytutu Wydziału Humanistycznego.

## Dzieła

### Książki redakcyjne
- Sodobno berilo za višje razrede srednjih šol, I. zvezek (sourednica) – Ljubljana, DZS 1950
- Slovensko berilo I (sourednica 3, predelane izdaje). – Ljubljana, DZS 1950
- Slovensko berilo I. (sourednica 5, skrajšane izdaje) – Ljubljana, DZS 1954
- Slovensko berilo II. (sourednica 5, skrajšane izdaje) – Ljubljana, DZS 1954
- Slovensko berilo III. (sourednica 2, skrajšane izdaje) Ljubljana, DZS 1954

### Podręczniki
- Pregled ruske književnosti (razem z Vero Brnčičem). Skripta Višje pedagoške šole – Ljubljana, DZS 1951
- Učbenik poljskega jezika (współpraca z Władysławem Łaciaką) – Ljubljana, DZS 1969
- Poljski pogovori (współpraca z Władysławem Łaciaką) – Ljubljana, DZS 1969

### Przekłady
- Nałkowska, Zofija, Medaljoni – Ljubljana, CZ 1963
- Dr. Maria Bobrownicka, Poljska slavistika po drugi svetovni vojni – Jezik in slovstvo 9 (1964/65)
- Posmysz, Zofia, Potnica iz kabine 45 – Audycja radiowa – Radio Ljubljana, I, 13 października 1964
- Kazmierczak, Narcyz, Trije udarci na gong – Audycja radiowa – Radio Ljubljana, III, 10 grudnia 1965.
- Szypulski, Andrzej, Trebuh – Audycja radiowa – Radio Ljubljana, III, 10 listopada 1965
- Mickiewicz, Adam, Gospod Tadej. Odlomek iz Druge knjige – Sodobnost 16
- Poljska poezija med obema vojnama – Literarni večer. RTV Ljubljana, 14.10. in 21.10.1970.
- Mickiewicz, Adam, Gospod Tadej (Prevod, spremna beseda in pojasnila) – Ljubljana, DZS 1974
- Przyboś, Julian, Triglav. – Planinski vestnik 78 (1978).
- Iz beloruske ljubezenske lirike (ze wstępem) – Sodobnost 28
- Miłosz, Czesław, Pesmi – Naši razgledi 29
- Miłosz, Czesław, Pesmi. – Dialogi 17
- Szymborska, Wisława, Tri pesmi – Naši razgledi 31
- Matija Čop v lvovskih Rozmaitościh – Slavistična revija 33
- Mickiewicz, Adam, Pesmi (Ob 130 letnici pesnikove smrti) – Naši razgledi 34
- Miłosz, Czesław, Somrak in svit (przełożyli Rozka Štefan, Tone Pretnar, Lojze Krakar, Wanda Stępniak) – Ljubljana, Slovenska matica, Partizanska knjiga 1987.
- Alarm. Poljska poezija 1939-1945. Ljubljana 1992. (przełożyła Rozka Štefan i Tone Pretnar, zebrała i zredagowała informacje o twórcy antologii – Rozka Štefan i Nikolaj Jež)
- Jubilantka Wisława Szymborska (wstęp i przekład wierszy)
- Szymborska, Wisława, Pesmi. – Nove prevodne strani. Radio Slovenija, III, 5.12.1993.
- Szymborska, Wisława, Semenj čudežev, Izbrane pesmi. Radovljica: Didakta, 1997, tłum. Rozka Štefan i Jana Unuk.